# فيرناند ديفلامينك
فيرناند ديفلامينك (22 أكتوبر 1932 في مدينة روبيه - 1 أكتوبر 2003) (بالإنجليزية: Fernand Devlaminck)‏ لاعب كرة قدم فرنسي راحل كان يجيد اللعب في مركز المهاجم . 

## المسيرة الرياضية
بدأ ديفلامينك مسيرته الرياضية ناشئا في صفوف نادي روبيه . انتقل بعدها إلى نادي تروا حيث ساهم في احتلاله المركز الثاني في بطولة كأس فرنسا موسم 1955-1956 . تألقه الكبير في تسجيل الأهداف لفت إليه أنظار نادي ليل الذي تعاقد معه في 1956 . في أول موسم 1956-1957 سجل 27 هدف وفي الموسم التالي 1957-1958 سجل 23 هدف . انتقل بعدها إلى نادي ليون ثم إلى نادي لنس وأخيرا عاد إلى ناديه الأم روبيه حتى اعتزاله النهائي لعب كرة القدم .

## روابط خارجية
- فيرناند ديفلامينك على موقع قاعدة بيانات كرة القدم.إي يو (الإنجليزية)